# Pachycara arabica
 Pachycara arabica és una espècie de peix de la família dels zoàrcids i de l'ordre dels perciformes.

## Morfologia
- Els mascles poden assolir 30,4 cm de longitud total.
- Nombre de vèrtebres: 103.[4]

## Hàbitat
És un peix marí i d'aigües profundes que viu fins als 4050 m de fondària.

## Distribució geogràfica
Es troba a la Mar d'Aràbia.

## Observacions
És inofensiu per als humans.